# I. Theudebert frank király
I. Theudebert (504 – 547 vége) frank király Reimsben 533-tól haláláig. Nagymértékben növelte a királyság területét a frank hegemónia alatt. Uralma a Dunától és Pannónia határától az óceánig terjedt.
Édesapját, I. Theuderichket követte a trónon. Trónra lépése előtt már kipróbált katona volt, s kihasználva a bizánciak és az osztrogótok között Itáliában dúló háborút, I. Justinianus szövetségeseként harcolt a keleti gótok ellen. Nagy területeket szerzett az Alpok térségében és a félsziget északkeleti vidékén: 539-ben legyőzte az egyesült keleti gót és bizánci hadsereget, Velencét és Liguriát átmenetileg meghódította, Provence-szal egyetemben. Miután keleten továbbterjeszkedett egészen Brandenburgig, több népet a hatalma alá vont a Baltikumtól a Dunától délre fekvő területekig. Pannónia hadjárata alkalmával elvette a longobárd király leányát. Olyan pénzérméket veretett, amelyeken nem a bizánci császár, hanem saját képmása és neve szerepelt, ezzel is hangsúlyozva függetlenségét Konstantinápolytól, amely ellen valószínűleg hadjáratot is tervezett. Az igazságos és főként az egyház iránt bőkezű király a legmegnyerőbb és – I. Klodvig mellett – a legkiemelkedőbb személyiség a Merovingok között. Vadászat alkalmával egy bölény ölte meg.

## Gyermekei
- Első feleségétől, Wisigardetól[1] (házasság: 533,[1] megh. 540 után[1]), Waccho longobárd király leányától[1] egy fia született:
  - Theudebald (535 – 555 vége)
- Második felesége, Deoteria[1] (házasság 535-ben[1]) egy leányt szült férjének:
  - Bertoare[1] ∞[549][1] Totila keleti gót király[1]